# Natalja Kudrjasjova
Natalja Kudrjasjova (russisk: Наталья Александровна Кудряшова) (født 12. oktober 1978 i Nisjnij Novgorod i Sovjetunionen) er en russisk filminstruktør, skuespillerinde og manuskriptforfatter.

## Filmografi
- Pionery-geroi (Пионеры-герои, 2015)[1][2]
- Gerda (Герда, 2021)